# Hadżdżiabad
Hadżdżiabad (per. حاجي اباد) – miasto w Iranie, w ostanie Hormozgan. W 2006 roku liczyło 20 264 mieszkańców.